# رابرت بومه
رابرت بومه (انگلیسی: Robert Böhme؛ زادهٔ ۱۰ اکتبر ۱۹۸۱) بازیکن فوتبال اهل آلمان است.
از باشگاه‌هایی که در آن بازی کرده‌است می‌توان به باشگاه فوتبال دینامو درسدن و باشگاه فوتبال کارل زایس ینا اشاره کرد.